# Natürliche Attenuation
Natürliche Attenuation (aus dem Englischen natural attenuation, abgeleitet von lat. attenuare: mindern, verringern) ist die Bezeichnung für die Vorgänge im Boden, die natürlich ablaufen und zu einer Verringerung von im Boden vorhandenen Verunreinigungen führen. Die gebräuchliche Abkürzung ist „NA“.
Es handelt sich etwa um Mikroorganismen, die chemische Verbindungen aufspalten, oder um chemische oder physikalische Vorgänge. Bei der Sanierung von Grundwasser- und Bodenverunreinigungen, können natürlich ablaufende Prozesse ebenso wirksam sein wie technische Maßnahmen.
Die NA kann bei der Grundwasser- und Bodensanierung nutzbar gemacht werden, indem man sie in Gang setzt und beschleunigt (Enhanced Natural Attenuation, ENA). Bei Bedarf werden die im Grundwasser oder Boden ablaufenden Prozesse beobachtet (Monitored Natural Attenuation, MNA).